# San José de Ajojúcar
San José de Ajojúcar är en ort i Mexiko.   Den ligger i kommunen Teocaltiche och delstaten Jalisco, i den centrala delen av landet, 400 km nordväst om huvudstaden Mexico City. San José de Ajojúcar ligger 1 734 meter över havet och antalet invånare är 232.
Terrängen runt San José de Ajojúcar är huvudsakligen en högslätt. San José de Ajojúcar ligger nere i en dal. Runt San José de Ajojúcar är det ganska glesbefolkat, med 39 invånare per kvadratkilometer. Närmaste större samhälle är José de Jesús Aguirre, 6,1 km sydväst om San José de Ajojúcar. Trakten runt San José de Ajojúcar består till största delen av jordbruksmark.